# Coruscant
Coruscant (/ˈkɒrəsɑːnt/) é um planeta ecumenópole no universo fictício de Star Wars. Foi descrito pela primeira vez no romance Herdeiro do Império, de Timothy Zahn, lançado em 1991. O planeta fez sua primeira aparição na tela em uma cena adicionada em relançamento de O Retorno de Jedi em 1997. Tornou-se um local importante no universo Star Wars e aparece frequentemente nas mídias de Star Wars. No universo, Coruscant é um planeta política e estrategicamente importante, servindo como capital e sede do governo da República e do Império, bem como a sede da Ordem Jedi. É tipicamente descrita como uma metrópole movimentada, mas altamente estratificada, que abrange todo o planeta. Ao longo do desenvolvimento secular da cidade, novos quarteirões foram construídos sobre os antigos, formando níveis. Coruscant tem 5.127 níveis, sendo o 5.127 o mais rico e o primeiro o mais pobre.
Coruscant tem quatro luas e é o sexto planeta entre os onze que compõem o sistema de mesmo nome. Situa-se no subsetor Coruscant do Setor Corusca, localizado na região do quadrante galáctico Core Worlds. O sol, Coruscant Prime, é a coordenada zero da galáxia de Star Wars (em vez de ser seu centro galáctico). Em Legends, Coruscant já foi chamada de Notron ou Queen of the Core (Rainha do Núcleo). Foi renomeado como Centro Imperial durante o reinado do Império Galáctico (conforme descrito nos fimes original) e Yuuzhan'tar durante a invasão Yuuzhan Vong (conforme descrito na série de romances da Nova Ordem JediThe New Jedi Order). Inicialmente, a capital do planeta era a Cidade Galáctica (construída pelo menos em 100.000 BBY, parcialmente destruída em 27 e 44 BBY). Era a Cidade Imperial sob o Império Galáctico e era a Cidade da República (ou Cidade das Torres) sob a República Galáctica. O planeta recebeu o codinome Triple Zero durante as Guerras Clônicas. A forma demoníaca e adjetiva do nome do planeta é Coruscanti.

## Etimologia e nomenclatura
No universo de Star Wars, o planeta Coruscant tem seu nome derivado de uma pedra preciosa rara e valiosa, a gema corusca (uma gema fictícia na tradição de Star Wars). Dizia-se que as luzes da cidade do planeta, vistas do espaço, se assemelhavam ao brilho dessas gemas.
No mundo real, a palavra “coruscant” tem origem no final do século XV da palavra latina coruscant, que significa “vibrante, brilhante”. Ela vem do verbo latino coruscare, que significa “brilhar”. O Concise Oxford Dictionary a define como um adjetivo poético e literário que significa “brilhante; cintilante”. Em francês, “coruscant” também é usado como um adjetivo que significa “brilhante; cintilante”. Como adjetivo literário, o termo francês pode ser usado para descrever uma linguagem, um decoro ou uma comunidade decadente e excessivamente complicada.

## Conceitos iniciais
O conceito de uma cidade-planeta no universo de Star Wars teve origem nos rascunhos iniciais de Star Wars, quando o autor George Lucas incluiu um planeta chamado Alderaan, uma cidade-planeta e o planeta capital da galáxia. No rascunho de 1975 de Lucas, Adventures of the Starkiller as taken Journal of the Whills, Saga I: The Star Wars, o planeta capital de Alderaan é descrito como uma cidade flutuante nas nuvens, “suspensa em um mar de cirros de metano”. Esse conceito foi ilustrado nos primeiros esboços encomendados por Lucas ao artista conceitual Ralph McQuarrie, e o design se assemelha muito à Cidade das Nuvens, a cidade flutuante apresentada em O Império Contra-Ataca. No terceiro rascunho de Lucas, a Cidade Imperial de Alderaan se tornou o planeta natal dos Lordes Sith, onde Darth Vader manteve a Princesa Leia em cativeiro. Lucas continuou a aprimorar seu roteiro, auxiliado pelos roteiristas Willard Huyck e Gloria Katz. No quarto rascunho, as cenas no planeta capital do Império foram transferidas para uma estação espacial chamada Estrela da Morte e o nome Alderaan foi dado a um mundo pacífico destruído pelo Império. O planeta natal do Império, Had Abbadon, surgiu nos primeiros esboços de O Retorno de Jedi. O planeta inteiro deveria ser uma cidade em expansão. No entanto, ao concluírem que a realização de tal cidade era impossível na época, os criadores abandonaram a ideia. Mais tarde, na graphic novel Legacy 29: Vector, Part 10, o nome Had Abbadon foi dado a um planeta mítico perdido no Sistema Had Abbadon do Núcleo Profundo. Esse planeta mítico era coberto por campos secos, ligado ao nascimento dos Jedi e o local de uma tentativa de assassinato planejada por Cade Skywalker contra Darth Krayt. Ele também foi o lar de um Imperial.
O mundo natal do Império apareceu pela primeira vez no Universo expandido de Star Wars e foi chamado de Coruscant pela primeira vez em Herdeiro do Império, de Timothy Zahn.
Em vários romances, os personagens alinhados com o Império se referem a Coruscant como o “Centro Imperial”. Nas histórias, isso é explicado como uma renomeação administrativa realizada para enfatizar as diferenças entre a Velha República e o Império.
Em algumas das primeiras fontes, Coruscant era chamada de “Jhantor” em homenagem à Trantor de Isaac Asimov.

## Design
A arte de produção produzida por Ralph McQuarrie para O Retorno de Jedi incluía alguns designs não realizados para a capital imperial, Had Abbadon. Durante a produção de A Ameaça Fantasma, foi decidido que as cenas seriam ambientadas no planeta capital, agora chamado Coruscant. O artista Doug Chiang foi encarregado de projetar a cidade imperial, para a qual ele recorreu à arte conceitual original de McQuarrie. A aparência da paisagem urbana foi descrita como uma “metrópole retrofuturista”, e acredita-se que os fluxos de veículos flutuantes que viajam entre os arranha-céus altos tenham sido parcialmente inspirados no filme Metrópolis, de Fritz Lang, de 1927.
Em Attack of the Clones, a representação de Coruscant foi bastante ampliada. Chiang criou um ambiente mais urbano e apocalíptico para o nível da rua, inspirando-se no filme de sucesso Blade Runner, de Ridley Scott, de 1982.

## Aparições

### Episódio VI: O Retorno de Jedi
Coruscant é o local de uma sequência adicionada ao lançamento da Edição Especial de 1997 de O Retorno de Jedi, sua primeira aparição na tela. A sequência mostra a reação dos cidadãos de Coruscant ao saberem da morte do Imperador Palpatine, onde muitos cidadãos são vistos comemorando com fogos de artifício e derrubando sua estátua. O romance de 1998 X-Wing: Iron Fist, de 1998, incluiu um relato de uma testemunha ocular dessa cena.

### Episódio I: A Ameaça Fantasma
Coruscant foi destaque em Star Wars: Episódio I – A Ameaça Fantasma como o local do prédio do Senado da República Galáctica e do Templo Jedi central.

### Episódio II: Ataque dos Clones
Há uma perseguição de speeder pelos céus de Coruscant no Episódio II – Ataque dos Clones que acaba levando a uma boate nas entranhas do distrito de entretenimento Uscru de Coruscant. Outra área de Coruscant mostrada é Coco Town (abreviação de “comércio coletivo”). Coco Town é o local do Dex's Diner em Attack of the Clones (Ataque dos Clones). Outra área notável de Coruscant é a 500 Republica, uma área onde as elites da cidade, como políticos e diplomatas, se reúnem.

### Episódio III: A Vingança dos Sith

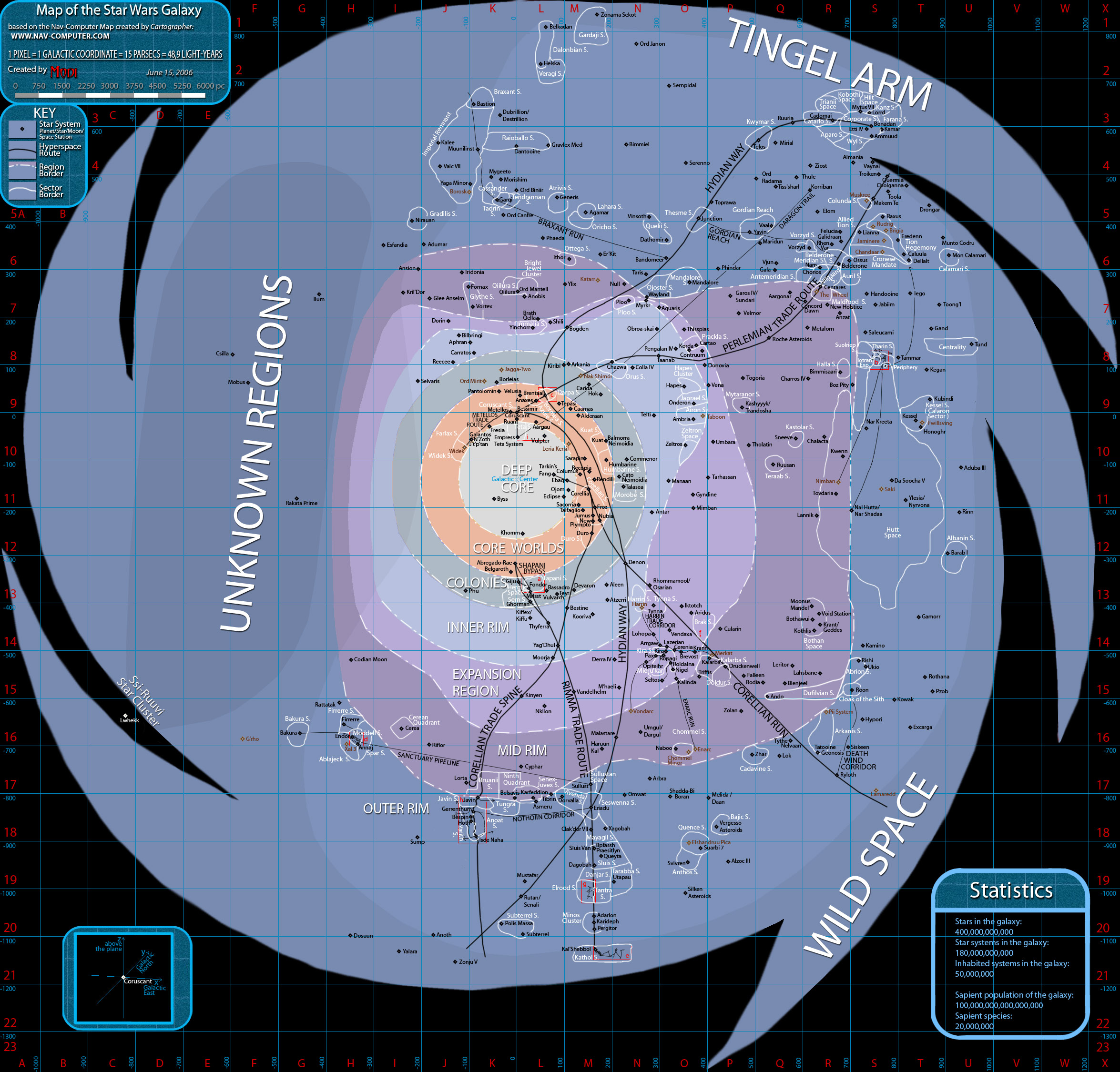
Mapa da galáxia de Star Wars; as coordenadas XYZ de Coruscant são designadas como 0,0,0 e as coordenadas da grade são L-9.

No Episódio III – A Vingança dos Sith, Coruscant aparece em uma batalha espacial (conhecida como a Batalha de Coruscant) durante a cena de abertura. O ciborgue separatista, General Grievous, sequestra o Senador Palpatine e usa a frota separatista para ajudar a atacar a capital e cobrir sua fuga.
A paisagem urbana do planeta é então destacada em grande parte do filme, com o escritório do Chanceler Palpatine e o prédio do Senado sendo os dois principais cenários de Coruscant. Um teatro em 500 Republica é onde Anakin Skywalker e Palpatine assistem a um balé; durante o espetáculo, Palpatine incentiva Skywalker a se aliar ao Lado Negro, contando-lhe sobre a suposta habilidade Sith de ressuscitação.
Após uma tentativa fracassada dos Jedi de prender Palpatine quando ele revela sua verdadeira identidade como Darth Sidious a Skywalker, Palpatine se nomeia Imperador do primeiro Império Galáctico no Edifício do Senado da República em Coruscant.

### Star Wars: The Clone Wars (séries de TV de 2003 e 2008)
Coruscant aparece com destaque na série tradicionalmente animada Star Wars: Clone Wars, de 2003, e na série animada Star Wars: The Clone Wars, de 2008, como a sede do Templo Jedi e do Senado.

### Rogue One: Uma História de Star Wars
Em Rogue One, Jyn Erso tem um flashback de sua juventude em Coruscant.

### Obi-Wan Kenobi
Em Obi-Wan Kenobi, Coruscant faz sua primeira aparição extensa em live-action na saga Star Wars desde a trilogia prequel. Coruscant é destaque em uma montagem de imagens dos filmes prequela de Star Wars, e o Templo Jedi de Coruscant é o cenário de várias cenas.

### Andor
Coruscant é um cenário importante na série Andor. Todas as cenas de Mon Mothma ocorrem em Coruscant, assim como a maioria das cenas de Dedra e Syril.

### Tales of the Jedi
Em Tales of the Jedi, Coruscant aparece com destaque em três dos seis episódios. O Conde Dookan e Mace Windu comparecem ao funeral do membro do Conselho Katri no Templo Jedi, Ahsoka Tano é mostrada treinando extensivamente para o combate no mesmo local e o duelo final de sabre de luz entre o Mestre Yaddle e o Conde Dookan ocorre no covil do distrito industrial de Darth Sidious. Em uma cena, Dookan comenta o fato de Coruscant ser um planeta de “Aço e Pedra”, sem muita natureza selvagem; Qui-Gon Jinn, que nasceu lá, nunca tinha visto uma árvore antes de visitar o Templo Jedi pela primeira vez quando era menino.

### The Mandalorian
No 19º episódio da 3.ª temporada de The Mandalorian, Coruscant é apresentada como uma capital da Nova República. Em Coruscant, são reapresentados ao Dr. Penn Pershing e a Elia Kane, ex-oficial de comunicações do cruzador de Moff Gideon, que agora se revela como parte do programa de anistia da Nova República. Também somos apresentados ao Shipyard Depot, um estaleiro de salvamento onde os Star Destroyers desativados estão sendo desmontados.

### Outros trabalhos
Coruscant aparece como pano de fundo de uma batalha espacial em Lego Star Wars: The Complete Saga.
Em Lego Star Wars: The Skywalker Saga, os jogadores podem visitar os Distritos Federal e Uscru de Coruscant.
No prólogo da série de quadrinhos Dark Empire (1991), ambientada após a trilogia original do filme, Coruscant é devastada por batalhas entre facções imperiais em guerra.
Coruscant é vista na série de jogos de computador Star Wars: X-Wing.
A arte conceitual de Ralph McQuarrie serviu de base para o Palácio Imperial piramidal, retratado em The Illustrated Star Wars Universe (1995), de Kevin J. Anderson, que afirma ser “a maior estrutura de Coruscant, talvez de qualquer planeta”. De acordo com a Star Wars Encyclopedia (1998), ele está localizado próximo ao prédio do Senado. Embora essa versão do Palácio Imperial apareça em uma variedade de obras do Universo Expandido, no cânone, o Palácio Imperial está localizado no local do antigo Templo Jedi, onde Palpatine reside.
Na série The New Jedi Order (1999-2003), Coruscant é o mundo capital da Nova República até que, em The New Jedi Order: Star by Star, os extragalácticos Yuuzhan Vong dominam as defesas da Nova República em três ondas de ataque lideradas pelo mestre de guerra Tsavong Lah, que assume o controle do planeta, destruindo a Nova República e criando o império teocrático Yuuzhan Vong. Após se renderem, os Yuuzhan Vong concordaram em ajudar a Aliança a reconstruir Coruscant. A nova Coruscant é uma combinação de tecnologia e vida orgânica que representa a paz entre a Federação Galáctica de Alianças Livres (Aliança Galáctica) e os Yuuzhan Vong.
O romance Labyrinth of Evil (2005), de James Luceno, apresenta uma área de produção deserta conhecida como “The Works” como o local de encontro dos Lord Sith Darth Sidious (Palpatine) e Darth Tyranus.
Com a aquisição da Lucasfilm pela The Walt Disney Company em 2012, a maioria dos romances e quadrinhos licenciados de Star Wars produzidos desde o filme Star Wars, de 1977, foi rebatizada como Star Wars Legends e declarada não-canônica para a franquia em abril de 2014.

### Regiões metropolitanas notáveis

#### Distrito do Senado
O Distrito do Senado (às vezes também chamado de Distrito Federal) está localizado no equador do planeta e é conhecido por conter vários locais notáveis, como o Setor dos Embaixadores (canonicamente o lar de 500 Republica e o Complexo de Apartamentos do Senado), o Shopping da Embaixada, a Ópera de Coruscant, o Museu Galáctico, o Complexo Heorem (onde está localizado o Túnel do Céu de Heorem), a Praça Judicial (lar da Esplanada Glitanni e da Arcologia Judicial), o Bairro Legislativo, a Praça do Senado, a Avenida dos Fundadores do Núcleo, o Edifício Executivo da República, o Edifício do Senado Galáctico, a Praça do Hospital, o Senado Galáctico, o Distrito do Palácio (onde fica o Palácio Imperial e a Colina do Senado), o Quadrante A-89 (onde fica o QG da CSF), a Praça da Irmandade, o Centro de Justiça Galáctica e a Delegacia do Templo (onde fica o Templo Jedi), o Setor H-52, o Setor I-33, o Boulevard Uscru, Westport e o Palácio de Xizor.
O Distrito do Senado é retratado como a capital de fato de Coruscant, da Velha República, do Império Galáctico, da Nova República, da Federação Galáctica de Alianças Livres e de Um Sith. Ele é mostrado fazendo fronteira com o Distrito Financeiro e o Distrito de Sah'c e também é adjacente ao Os Trabalhos (um setor industrial do planeta). O Distrito do Senado também é conhecido como Distrito Legislativo, Distrito Governamental e Centro Governamental.

#### Zona de Proteção aos Alienígenas
A Zona de Proteção aos Alienígenas é referenciada como um gueto murado em Coruscant, de localização desconhecida, que abriga a população não humana do planeta. Os bairros dentro da zona são mostrados representando as culturas desses grupos minoritários. A Zona de Proteção aos Alienígenas foi construída em 19 BBY pelo Império Galáctico e inaugurada pela Nova República em 6 BBY.

#### Cidade de Sah'c
A Cidade de Sah'c, também conhecida como Distrito de Sah'c ou Quadrante H-46, é uma área descrita como situada no Equador, nomeada em homenagem à rica família Sah'c e controlada por ela. Ela abrigava um bunker de emergência onde o chanceler da República Galáctica ou da Nova República governava em caso de emergências. A área também contém o Sah'c Canyon, que é o ponto de saída do Túnel do Céu de Heorem do Distrito do Senado.

#### Distrito de Uscru
O Distrito de Uscru aparece em Ataque dos Clones, A Vingança dos Sith e Lego Star Wars: A Saga Skywalker. Em seus níveis superiores, ele abriga a Galaxy's Opera House. Os níveis inferiores do distrito foram coletivamente chamados de Distrito de Entretenimento. O Outlander Club, visto em Attack of the Clones e mencionado em Star Wars Jedi: Fallen Order, fica no Distrito de Entretenimento.